# Brian Williams (Leichtathlet)
Brian Williams (* 18. Dezember 1994 in Fraser, Michigan) ist ein US-amerikanischer Leichtathlet, der sich auf den Diskuswurf spezialisiert hat.

## Sportliche Laufbahn
Brian Williams wuchs in Michigan auf und studierte an der University of Mississippi. 2016 siegte er bei den U23-NACAC-Meisterschaften in San Salvador mit einer Weite von 58,00 m. 2019 brachte er bei den Panamerikanischen Spielen in Lima keinen gültigen Versuch zustande und anschließend schied er bei den Weltmeisterschaften in Doha mit 60,48 m in der Qualifikationsrunde aus. Auch bei den Weltmeisterschaften 2022 in Eugene verpasste er mit 58,25 m den Finaleinzug. Im Jahr darauf belegte er bei den Weltmeisterschaften in Budapest mit 63,62 m im Finale den neunten Platz.